# Gongropteryx fasciata
Gongropteryx fasciata là một loài bướm đêm trong họ Geometridae.